# باتريك غرانت
باتريك غرانت (بالإنجليزية: Patrick Grant)‏ هو ملحن أمريكي، ولد في 1963.

## وصلات خارجية
- الموقع الرسمي
- باتريك غرانت على موقع IMDb (الإنجليزية)